# Cugand
Cugand ist eine ehemalige französische Gemeinde mit 3746 Einwohnern (Stand: 1. Januar 2022) im Département Vendée in der Region Pays de la Loire. Sie gehörte zum Arrondissement La Roche-sur-Yon. Die Einwohner werden Cugandais und Cugandaises genannt.
Der Erlass des Präfekten vom 3. Juni 2024 legte mit Wirkung zum 1. Januar 2025 die Eingliederung von Cugand als Commune déléguée zusammen mit der früheren Gemeinde La Bernardière zur Commune nouvelle Cugand-la-Bernardière fest.

## Geografie

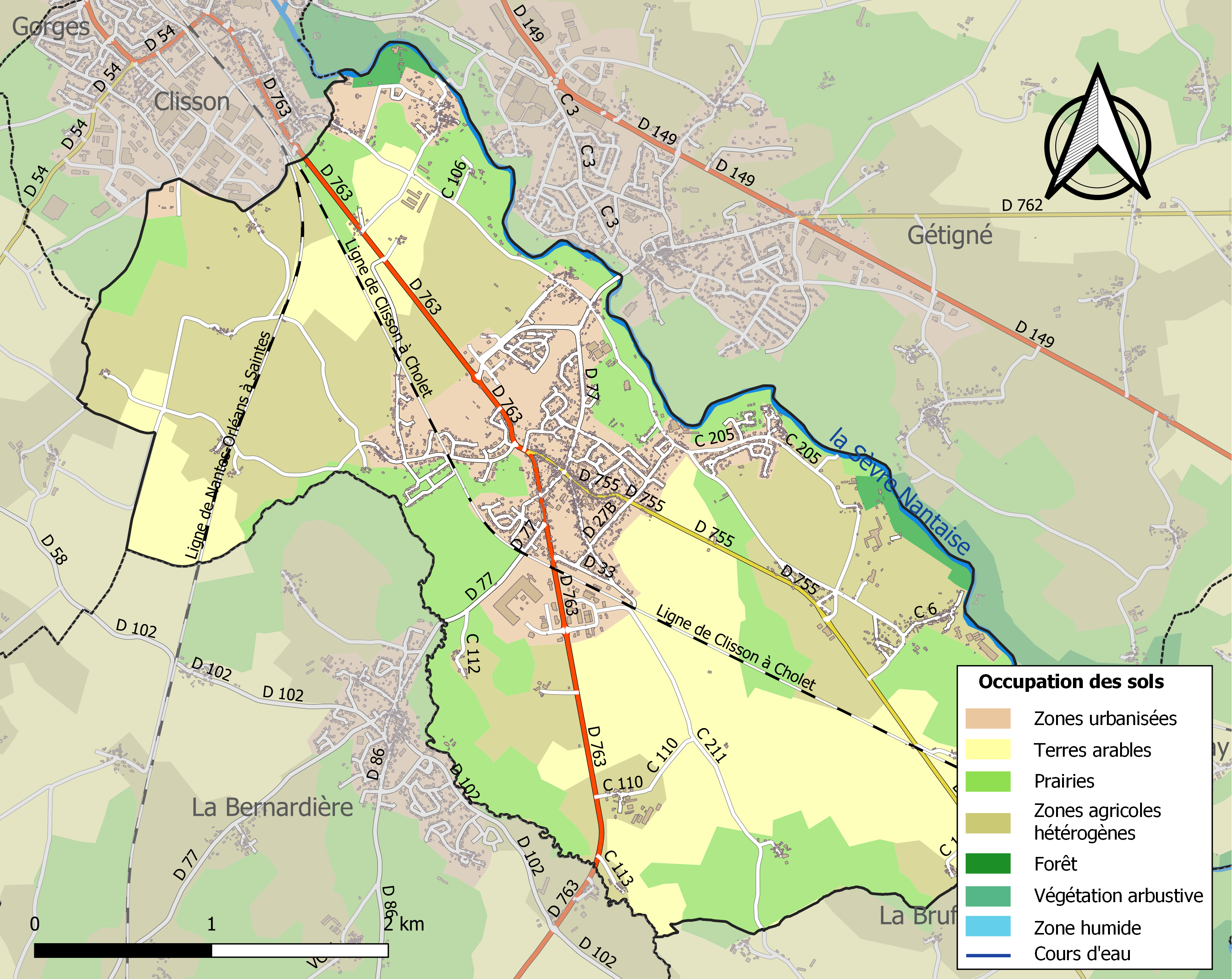
Bodennutzung, Hydrografie und Infrastruktur von Cugand (2018)

Cugand ist der nördlichste Ort des Départements Vendée an der Grenze zum benachbarten Département Loire-Atlantique etwa 46 Kilometer nordnordwestlich von La Roche-sur-Yon und etwa 29 Kilometer südöstlich von Nantes. Er liegt in der Région naturelle Bocage vendéen am Flüsschen Maingot, einem Zufluss der Sèvre Nantaise, die Cugand im Norden begrenzt. Das Zentrum befindet sich auf einer Höhe von etwa 45 m. Das Bodenrelief ist relativ flach mit einer maximalen Erhebung von 71 m im Südosten und einer minimalen Höhe von 12 m im Norden beim Austritt der Sèvre Nantaise aus dem Ortsgebiet.
Teile des Gebiets von Cugand gehören zu den ZNIEFF-Naturzonen „Vallèe de la Sèvre Nantaise de Nantes à Clisson“ (520013077), „Le Mont Gallien“ (520616287) und „Vallèe de la Sèvre Nantaise de Cugand à Tiffauges“ (520616315). Rund 82 % der Fläche von Cugand werden landwirtschaftlich genutzt, 15 % entfallen auf bebaute Flächen, rund 3 % sind bewaldet, hauptsächlich entlang der Sèvre Nantaise (Stand: 2018).
Umgeben wird Cugand von den Nachbargemeinden Gétigné (Loire-Atlantique) im Norden und Osten, Boussay (Loire-Atlantique) im Südosten und La Bruffière im Süden, der Commune déléguée La Bernardière im Südwesten und von den Nachbargemeinden Saint-Hilaire-de-Clisson (Loire-Atlantique) im Westen sowie Clisson (Loire-Atlantique) im Nordwesten.

## Geschichte
Glaubt man der Bedeutung von Cugand – vom Adjektiv cocut oder cucut, abgeleitet vom vorindogermanischen cucc (abgerundete Höhe), wahrscheinlich mit dem bretonischen gwenn (weiß), beginnt die Besiedelung des Ortes vor der Ankunft der Römer. Um die verheerenden Einfälle der Bretonen abzuwehren, ließ Kaiser Flavius Honorius Befestigungsanlagen errichten. Von dieser antiken Zeit sind nur noch sehr wenige Überreste erhalten: die Pfeiler einer Brücke am Fuße der Sèvre in Bas-Noyer und die Platten auf einem Bauernhof in Ambenière.
Vor der Gründung der Départements während der Französischen Revolution war die Pfarrei Cugand Teil der Marken Bretagne-Poitou (gemeinsamer Besitz) und auf spiritueller Ebene Teil der Bretagne (Bistum Nantes).
Die Abschaffung der Adelsprivilegien am 4. August 1789 löste allgemeine Empörung aus und war der Beginn des Aufstands der Vendée. 200 Cugandais starben in dieser Zeit. Im Jahr 1789 hatte Cugand rund 1800 Einwohner. Im Jahr 1790 wurden die Départements und Gemeinden gegründet und Cugand befand sich in der Vendée, was den Einwohnern nicht gefiel.
Um ihre sehr günstigen Steuerbefreiungen beim Handelsaustausch optimal zu nutzen, wurden Mühlen und Fabriken im Sèvre-Tal vermehrt. Zu den alten Weizen- und Roggenmühlen kamen Gerb-, Walk- und Papiermühlen hinzu, in denen die hydraulische Kraft eine teilweise Mechanisierung der Produktion ermöglichte. Während das Spinnen von Wolle, Hanf, Leinen und später Baumwolle von Dorffrauen erledigt wurde, die zu Hause arbeiteten, wurde das Weben zur Arbeit spezialisierter Handwerker, die hauptsächlich in der Stadt ansässig waren. Cugand war im 19. Jahrhundert die am stärksten industrialisierte Gemeinde in der Vendée, die letzte Spinnerei wurde 1985 geschlossen.

## Bevölkerungsentwicklung
| Jahr                       | 1962 | 1968 | 1975 | 1982 | 1990 | 1999 | 2006 | 2013 | 2020 |
| -------------------------- | ---- | ---- | ---- | ---- | ---- | ---- | ---- | ---- | ---- |
| Einwohner                  | 2110 | 2199 | 2425 | 2525 | 2627 | 2776 | 3171 | 3366 | 3633 |
| Quellen: Cassini und INSEE |      |      |      |      |      |      |      |      |      |

## Sehenswürdigkeiten
- Kirche Saint-Pierre. Die künstlerische Verglasung wurde von der zunächst in Nantes, später in Kassel-Wehlheiden tätigen Glasmaler-Werkstatt Ely geschaffen.[5]
- Landgut Garenne Lemot, ab 1806 errichtet, seit 1960 in Teilen als Monument historique eingeschrieben, in restlichen Teilen seit 1988 klassifiziert

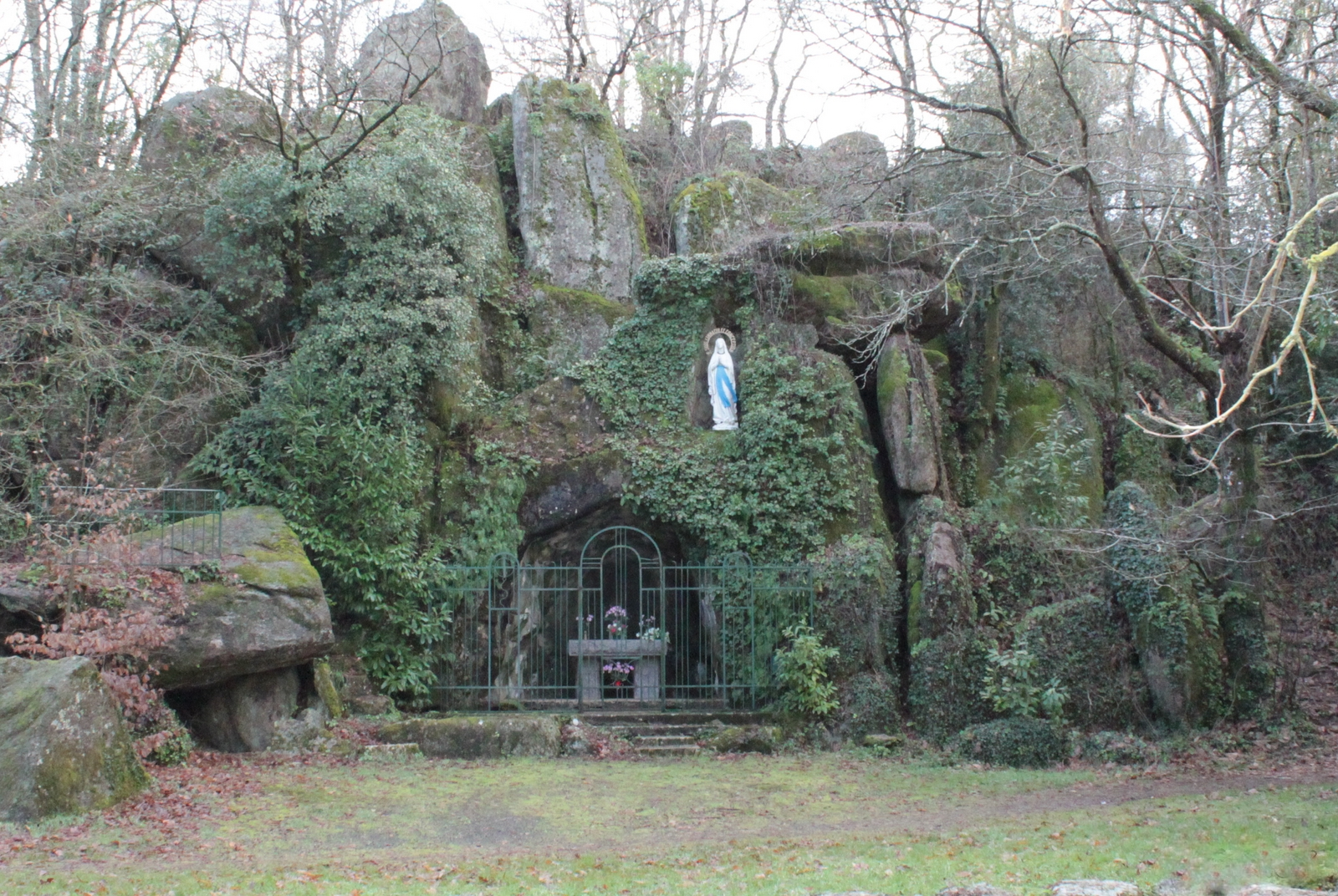
Replik der Grotte von Lourdes

- Die Nebengebäude der Villa Le Mont-Gallien sind vor 1840 errichtet, die Villa selbst im neoklassischen Stil 1842. Das Anwesen ist seit 1997 in Teilen als Monument historique eingeschrieben.
- Walkmühle an der Sèvre Nantaise
- Obelisk
- Grotte (Replik der Grotte von Lourdes)

## Persönlichkeiten
- Gabriel-Julien Ouvrard (1770–1846), französischer Bankier und Unternehmer, geboren im Weiler Moulins d’Antières